# Paradrymonia alata
Paradrymonia alata är en tvåhjärtbladig växtart som beskrevs av Kriebel. Paradrymonia alata ingår i släktet Paradrymonia och familjen Gesneriaceae. Inga underarter finns listade i Catalogue of Life.